# Rosoy-en-Multien
 Rosoy-en-Multien  es una población y comuna francesa, en la región de Picardía, departamento de Oise, en el distrito de Senlis y cantón de Betz.

## Demografía
| 183 | 152 | 223 | 281 | 387 | 399 | 474 | 496 | 478 | 603 | 605 |
| Para los censos de 1962 a 1999 la población legal corresponde a la población sin duplicidades (Fuente: INSEE [Consultar]) |     |     |     |     |     |     |     |     |     |     |